# National Security Study Memorandum 200
National Security Study Memorandum 200 (NSSM 200) was een studie van de Amerikaanse Nationale Veiligheidsraad naar de gevolgen van de bevolkingsgroei in de wereld voor de nationale veiligheid van Amerika. De studie werd in 1974 uitgevoerd onder Henry Kissinger. De bevindingen werden overgenomen door de regering van Gerald Ford en vormden uitgangspunten van diens buitenlandse beleid.
De volledige titel van de studie was: 'National Security Study Memorandum 200: Implications of Worldwide Population Growth for U.S. Security and Overseas Interests'. De studie onderzocht vooral de situatie in dertien landen, waar Amerika politieke en strategische belangen had: India, Bangladesh, Pakistan, Indonesië, Thailand, de Filipijnen, Turkije, Nigeria, Egypte, Ethiopië, Mexico, Brazilië en Colombia. De belangrijkste conclusie was, dat de bevolkingsgroei in de ontwikkelingslanden inderdaad een bedreiging vormen voor de Amerikaanse veiligheid. Dit, omdat de politieke, economische en militaire macht van deze landen door de bevolkingsgroei zou toenemen. Deze landen zouden politiek instabiel kunnen worden.
De Nationale Veiligheidsraad onder leiding van Kissinger deed enkele aanbevelingen. De ontwikkelingslanden moeten maatregelen nemen om de bevolkingsgroei in te dammen, zoals het stimuleren van anticonceptie. Voedselhulp moet afhankelijk zijn van datgene wat deze landen op het gebied van de bevolkingsgroei doen. "Verplichte programma's zijn misschien nodig en we moeten deze mogelijkheden nu onderzoeken". Maar, aldus het rapport: de schijn van dwang moet worden vermeden.
Vanwege de snelle bevolkingsgroei en achterblijvende voedselproductie in ontwikkelingslanden, voorspelde Kissinger dat de honger in ontwikkelingslanden zal toenemen. Volgens hem zullen de donorlanden niet bereid zijn altijd maar massale voedselhulp te geven.
President Ford gaf de opvolger van Kissinger, Brent Scowcroft, de opdracht het 'geheime plan' uit te voeren, aldus Joseph Brewda in een artikel. Dit plan had tot doel het terugdringen van de bevolkingsgroei door geboortecontrole en, schrijft Brewda, "impliciet oorlog en hongersnood". Onder meer George H.W. Bush, toentertijd directeur van de CIA, moest hem daarbij helpen.